# Eve Best
Emily Best  (Ladbroke Grove, Londres, 31 de julio de 1971), conocida profesionalmente como Eve Best, es una directora de teatro y actriz británica de teatro, cine y televisión.
Tras estudiar Inglés en el Lincoln College, ingresó al Royal Academy of Dramatic Art donde se graduó en 1999. Ha recibido diversos reconocimientos en el ámbito teatral, entre ellos el Premio Laurence Olivier 2006 en la categoría mejor actriz por su rol en la obra Hedda Gabler montada en el Almeida Theatre y luego en el Duke of York's Theatre así como una nominación al mismo galardón y la misma categoría un año después por A Moon For The Misbegotten estrenada en el Teatro Old Vic. Adicionalmente, ha recibido dos nominaciones al Premio Tony a la mejor actriz principal en una obra de teatro en 2007 por su trabajo en Hedda Gabler y en 2008 por su rol en The Homecoming.
En televisión, es conocida por el papel de la doctora Eleanor O'Hara en Nurse Jackie por el que fue nominada junto al resto del elenco al Premio del Sindicato de Actores al mejor reparto de televisión en una comedia en 2013.

## Primeros años
Best creció en Ladbroke Grove, Londres, hija de un periodista de diseño y una actriz.  Sus primeras actuaciones fueron con la compañía de ópera infantil W11 Opera en Londres a la edad de nueve años. Asistió a Wycombe Abbey Girls' School antes de ir a Lincoln College, Oxford, donde cursó estudios ingleses. Después de graduarse de Oxford, hizo su debut profesional en la obra de teatro, Much Ado About Nothing, en el papel de Beatrice; en el Southwark Playhouse.

## Filmografía

### Cine
| Año  | Película                 | Papel          | Notas               |
| ---- | ------------------------ | -------------- | ------------------- |
| 2001 | Brilliant!               | Nina           | (cortometraje)      |
| 2004 | The Lodge                | Yuni           | (cortometraje)      |
| 2010 | El discurso del rey      | Wallis Simpson |                     |
| 2014 | Someone You Love         | Kate           |                     |
| 2014 | Unity                    | Narrador       | Película documental |
| 2018 | A Woman of No Importance | Mrs. Arbuthnot |                     |

### Series de televisión
| Año           | Título                             | Personaje          | Notas                                                    |
| ------------- | ---------------------------------- | ------------------ | -------------------------------------------------------- |
| 2000          | The Bill                           | Anne               | Episodio: "Beasts"                                       |
| 2001          | The Infinite Worlds of H. G. Wells | Ellen McGillvray   | Miniserie                                                |
| 2002          | Shackleton                         | Eleanor Shackleton | Telefilme                                                |
| 2004          | Lie With Me                        | Roselyn Tyler      | Miniserie                                                |
| 2004          | Waking the Dead                    | Natasha Bloom      | Episodio "Shadowplay: Part 1"                            |
| 2006          | Vital Signs                        | Sarah Cartwright   | 6 episodios                                              |
| 2009–13, 2015 | Nurse Jackie                       | Dr. Eleanor O'Hara | Protagonista: (temporadas: 1–5) Invitada: (temporada: 7) |
| 2012          | Up All Night                       | Yvonne Encanto     | Episodio "New Boss"                                      |
| 2013          | The Challenger Disaster            | Sally Ride         | Telefilme                                                |
| 2014          | The Honourable Woman               | Monica Chatwin     | Protagonista, miniserie                                  |
| 2016          | Stan Lee's Lucky Man               | Anna Clayton       | Protagonista                                             |
| 2021–22       | Fate: The Winx Saga                | Farah Dowling      | Protagonista: (temporada 1) Invitada: (temporada 2)      |
| 2022–2024     | La casa del dragón                 | Rhaenys Targaryen  | Protagonista (temporadas 1-2)                            |
| 2023          | The Crown                          | Carol Middleton    | 2 episodios                                              |

## Premios y nominaciones
| Año  | Premio                                    | Categoría                                                                  | Trabajo                    | Resultado | refs   |
| ---- | ----------------------------------------- | -------------------------------------------------------------------------- | -------------------------- | --------- | ------ |
| 1999 | Evening Standard Award                    | Premio Milton Shulman a la novata revelación                               | Tis Pity She's a Whore     | Ganadora  | [ 11 ] |
| 1999 | Premios del círculo de críticos teatrales | Premio Jack Tinker para la novata más promisoria (other than a playwright) | Tis Pity She's a Whore     | Ganadora  | [ 12 ] |
| 2003 | Premios del círculo de críticos teatrales | Mejor actriz                                                               | Mourning Becomes Electra   | Ganadora  | [ 13 ] |
| 2005 | Premios del círculo de críticos teatrales | Mejor actriz                                                               | Hedda Gabler               | Ganadora  | [ 14 ] |
| 2006 | Premio Laurence Olivier                   | Mejor actriz                                                               | Hedda Gabler               | Ganadora  | [ 1 ]  |
| 2007 | Premio Laurence Olivier                   | Mejor actriz                                                               | A Moon for the Misbegotten | Nominada  | [ 4 ]  |
| 2007 | Drama Desk Award                          | Mejor actriz en una obra de teatro                                         | A Moon for the Misbegotten | Ganadora  | [ 15 ] |
| 2007 | Premio Tony                               | Mejor actriz principal en una obra de teatro                               | Hedda Gabler               | Nominada  | [ 5 ]  |
| 2008 | Premio Tony                               | Mejor actriz principal en una obra de teatro                               | The Homecoming             | Nominada  | [ 6 ]  |
| 2013 | Premios del Sindicato de Actores          | Mejor reparto de televisión - Comedia                                      | Nurse Jackie               | Nominada  | [ 7 ]  |